# Denis Law
Denis Law (Aberdeen, 1940. február 24. – 2025. január 17.) aranylabdás skót válogatott labdarúgó. A Manchester City, a Torino és a Manchester United csapataiban is játszott, csatár poszton.

## Pályafutása
Karrierje 1956-ban kezdődött a Huddersfield Town nevű kis csapatban. 1960-ig 81 mérkőzésen szerepelt és 16 gólt lőtt, majd akkor rekordösszegnek számító 55 ezer fontért a Manchester Cityhez szerződött. Itt 44 mérkőzésen jutott neki szerep, összesen 21 gólt lőtt. 1961-ben az olasz Torino FC csapata igazolta le 110 ezer fontért, ami szintén új átigazolási rekordot jelentett. Olaszországban 1962-ig játszott. A torinóiaknál 27 bajnokin 10 gólig jutott.
Hatalmas tehetségét látva 1962-ben leigazolta a Manchester United, ezúttal is rekordot jelentő 115 ezer fontért. A manchesteri csapattal nyert legjelentősebb trófeája az 1968-ban megnyert Bajnokcsapatok Európa-kupája-döntő, ahol hosszabbítást követően 4–1 arányban győzték le a portugál Benfica csapatát. A mérkőzést a Wembley stadionban játszották 100 000 néző előtt.
Az ifjú skót támadó már az első MU-meccsén, a hetedik percben a hálóba talált. Abban az idényben 23 találattal házi gólkirály lett, a kupában mesterhármast lőtt egykori csapatának, a Huddersfield Townnak, és az FA-kupa döntőjében góllal járult hozzá a Leicester City legyőzéséhez. Ebben az évben pályára lépett a világválogatottban is, egy Anglia ellen 2-1-re elveszített mérkőzésen, amelyen ő szerezte csapata egyetlen gólját. A következő szezonban az addig középcsapatnak számító United a második helyen végzett a bajnokságban, a szurkolók által csak Királynak becézett támadó 30 bajnoki gólt szerzett, míg az évad összes tétmérkőzésén szerzett gólok számát tekintve máig élő rekordot állított fel 46 találatával. Teljesítményéért 1964-ben neki ítélték az Aranylabdát.
A következő bajnoki évadban már bajnoki címet ünnepelhetett a Manchester Uniteddel, az együttes házi gólkirályaként (28 gól). 1967-ben a klub újra bajnok lett, Law pedig immár negyedszer házi gólkirály. (23 gól) Egy sérülés következtében formája visszaesett és egyre több mérkőzést, így például az 1968-as, győztes BEK-döntőt is ki kellett hagynia. A következő években egyre kevesebb lehetőséghez jutott, azonban 404 tétmérkőzésén rúgott 237 góljával a mai napig harmadik a klub örökös góllövőlistáján Bobby Charlton és Wayne Rooney mögött.
1973-ban elhagyta a klubot, és másodjára is leszerződött a Manchester Cityvel, a United városi riválisával. Mikor visszament a Cityhez, csupán egy évig játszott ott, ez idő alatt 24 hivatalos mérkőzésen 9 gólt lőtt. A Manchester United hívei számára azonban az volt a legszomorúbb, hogy csapatukat Denis Law ejtette ki az angol első osztályból 1974-ben.
Law a karrierje alatt bajnoki mérkőzésen 485 mérkőzésén 227 gólt lőtt.
A skót válogatott tagjaként részt vett az 1974-es világbajnokságon.

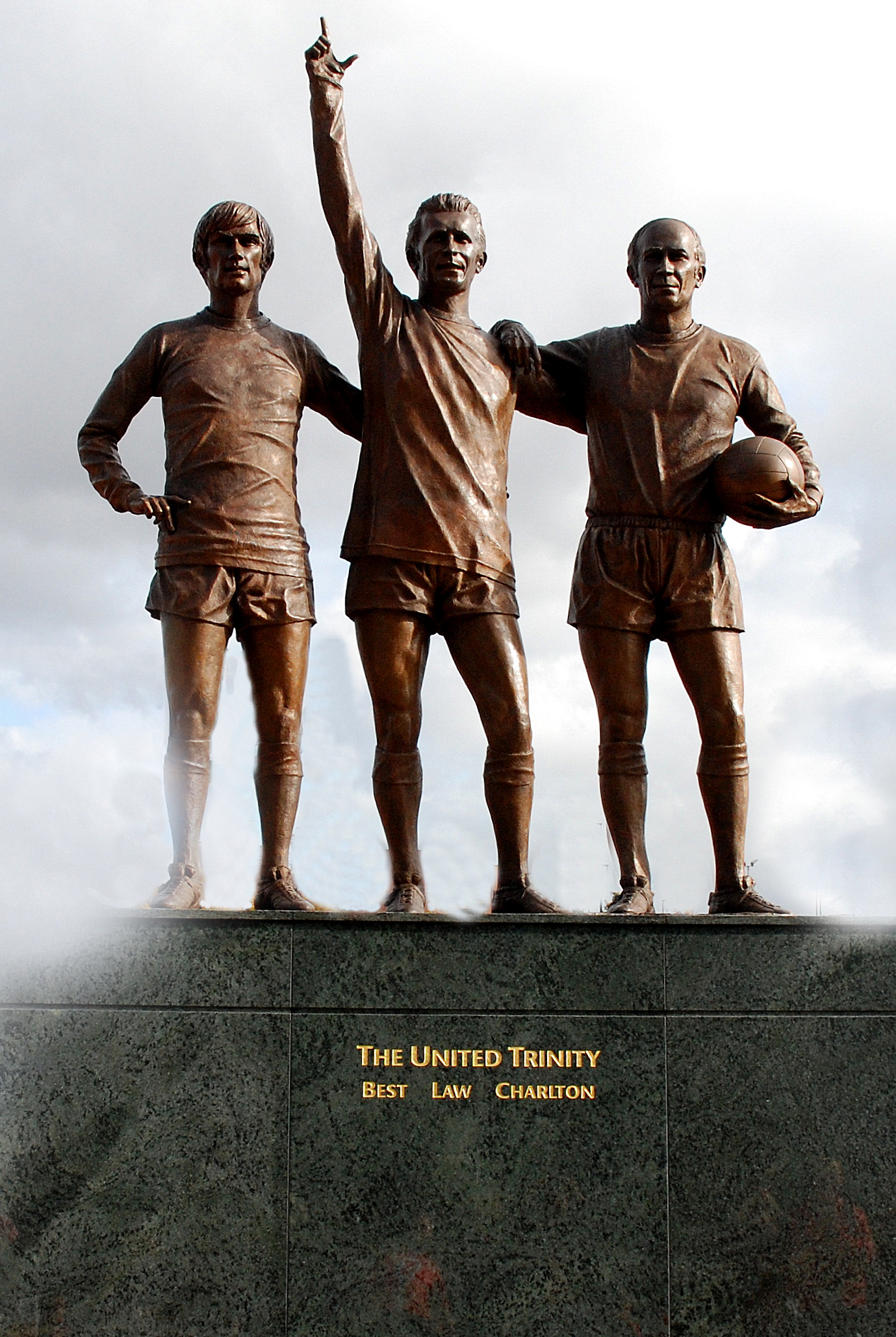
Law legendás hármast alkotott a szintén Aranylabdás George Besttel és Bobby Charltonnal. Hármójuknak közös szobra van az Old Trafford előtt.

## Sikerei, díjai

### Klub
Manchester United
- FA-kupa: 1963
- Football League First Division: 1964–65
- Charity Shield: 1965, 1967
- Bajnokcsapatok Európa-kupája: 1968

### Egyéni
- Aranylabda: 1964
- Bajnokcsapatok Európa-kupája gólkirálya: 1968–69[8]
- FIFA 100: 1974[9]
- A skót futball halhatatlanjainak tagja (Hall of Fame): 2004[10]

## Statisztika

### Klub
| Klub              | Szezon         | League        | League | Kupa          | Kupa  | Ligakupa      | Ligakupa | Nemzetközi kupa | Nemzetközi kupa | Egyéb         | Egyéb | Összesen      | Összesen |
| Klub              | Szezon         | Pályára lépés | Gólok  | Pályára lépés | Gólok | Pályára lépés | Gólok    | Pályára lépés   | Gólok           | Pályára lépés | Gólok | Pályára lépés | Gólok    |
| ----------------- | -------------- | ------------- | ------ | ------------- | ----- | ------------- | -------- | --------------- | --------------- | ------------- | ----- | ------------- | -------- |
| Huddersfield Town | 1956–57        | 13            | 2      | 5             | 1     | –             | –        | –               | –               | –             | –     | 18            | 3        |
| Huddersfield Town | 1957–58        | 18            | 5      | 2             | 1     | –             | –        | –               | –               | –             | –     | 20            | 6        |
| Huddersfield Town | 1958–59        | 26            | 2      | 0             | 0     | –             | –        | –               | –               | –             | –     | 26            | 2        |
| Huddersfield Town | 1959–60        | 24            | 7      | 3             | 1     | –             | –        | –               | –               | –             | –     | 27            | 8        |
| Huddersfield Town | Összesen       | 81            | 16     | 10            | 3     | –             | –        | –               | –               | –             | –     | 91            | 19       |
| Manchester City   | 1959–60        | 7             | 2      | 0             | 0     | –             | –        | –               | –               | –             | –     | 7             | 2        |
| Manchester City   | 1960–61        | 37            | 19     | 6             | 4     | 0             | 0        | –               | –               | –             | –     | 43            | 23       |
| Manchester City   | Összesen       | 44            | 21     | 6             | 4     | 0             | 0        | –               | –               | –             | –     | 50            | 25       |
| Torino            | 1961–62        | 27            | 10     | 1             | 0     | –             | –        | –               | –               | –             | –     | 28            | 10       |
| Manchester United | 1962–63        | 38            | 23     | 6             | 6     | –             | –        | –               | –               | –             | –     | 44            | 29       |
| Manchester United | 1963–64        | 30            | 30     | 6             | 10    | –             | –        | 5               | 6               | 1             | 0     | 42            | 46       |
| Manchester United | 1964–65        | 36            | 28     | 6             | 3     | –             | –        | 10              | 8               | –             | –     | 52            | 39       |
| Manchester United | 1965–66        | 33            | 15     | 7             | 6     | –             | –        | 8               | 3               | 1             | 0     | 49            | 24       |
| Manchester United | 1966–67        | 36            | 23     | 2             | 2     | 0             | 0        | –               | –               | –             | –     | 38            | 25       |
| Manchester United | 1967–68        | 23            | 7      | 1             | 0     | –             | –        | 3               | 2               | 1             | 1     | 28            | 10       |
| Manchester United | 1968–69        | 30            | 14     | 6             | 7     | –             | –        | 7               | 9               | 2             | 0     | 45            | 30       |
| Manchester United | 1969–70        | 11            | 2      | 2             | 0     | 3             | 1        | –               | –               | –             | –     | 16            | 3        |
| Manchester United | 1970–71        | 28            | 15     | 2             | 0     | 4             | 1        | –               | –               | –             | –     | 34            | 16       |
| Manchester United | 1971–72        | 33            | 13     | 7             | 0     | 2             | 0        | –               | –               | –             | –     | 42            | 13       |
| Manchester United | 1972–73        | 11            | 1      | 1             | 0     | 2             | 1        | –               | –               | –             | –     | 14            | 2        |
| Manchester United | Összesen       | 309           | 171    | 46            | 34    | 11            | 3        | 33              | 28              | 5             | 1     | 404           | 237      |
| Manchester City   | 1973–74        | 24            | 9      | 1             | 2     | 4             | 1        | –               | –               | –             | –     | 29            | 12       |
| Karrier összes    | Karrier összes | 485           | 227    | 64            | 43    | 15            | 4        | 33              | 28              | 5             | 1     | 602           | 303      |

### Válogatott statisztikája
| Skócia   | Skócia   | Skócia |
| Év       | Mérkőzés | Gólok  |
| -------- | -------- | ------ |
| 1958     | 2        | 1      |
| 1959     | 4        | 0      |
| 1960     | 4        | 2      |
| 1961     | 3        | 2      |
| 1962     | 3        | 5      |
| 1963     | 7        | 11     |
| 1964     | 5        | 1      |
| 1965     | 6        | 2      |
| 1966     | 2        | 2      |
| 1967     | 3        | 1      |
| 1968     | 1        | 1      |
| 1969     | 2        | 0      |
| 1970     |          |        |
| 1971     |          |        |
| 1972     | 7        | 2      |
| 1973     | 3        | 0      |
| 1974     | 3        | 0      |
| Összesen | 55       | 30     |

## Fordítás
Ez a szócikk részben vagy egészben  a   DenisLaw című angol Wikipédia-szócikk fordításán alapul.  Az eredeti cikk szerkesztőit annak laptörténete sorolja fel. Ez a jelzés csupán a megfogalmazás eredetét és a szerzői jogokat jelzi, nem szolgál a cikkben szereplő információk forrásmegjelöléseként.